# (14308) Hardeman
(14308) Hardeman est un astéroïde de la ceinture principale, découvert le 14 octobre 1977 par les astronomes Tom Gehrels, Ingrid van Houten-Groeneveld et Cornelis Johannes van Houten.